# International Union of Radio Science
L'International Union of Radio Science (in francese, l'Union Radio-Scientifique Internationale, URSI) è una delle 26 unioni scientifiche internazionali affiliate all'International Council for Science.

## Storia e finalità
L'URSI è stata creata ufficialmente nel 1919, durante l'Assemblea Costitutiva del Consiglio Internazionale della Ricerca (oggi ICSU), sulla base della vecchia Commissione Internazionale per la Telegrafia Senza Fili (1913-1914) quando l'unico sistema per le radio telecomunicazioni era la radiotelegrafia. Dal 1922 ha tenuto un'assemblea generale ogni tre anni. È stata una delle maggiori promotrici dell'Anno Geofisico Internazionale.
L'obiettivo originario (incoraggiare "gli studi scientifici di radiotelegrafia, in particolare quelle che richiedono la cooperazione internazionale") è stato col tempo ampliato per includere tutta la scienza radioelettrica, dalle telecomunicazioni alla radioastronomia, acquisizione di informazioni su oggetti lontani tramite radar, gli studi sulla radiazione stimolata o emessa spontaneamente da questi oggetti gli effetti biologici di radiazioni elettromagnetiche e l'interazione con gli oggetti delle onde radio, spaziando per l'intero spettro elettromagnetico.

## Commissioni
- commissione A: metrologia elettromagnetica
- commissione B: campi elettromagnetici ed onde
- commissione C: sistemi di radiocomunicazione e signal processing
- commissione D: elettronica e fotonica
- commissione E: elettromagnetismo ambientale e interferenze
- commissione F: propagazione delle onde radio e telerilevamento
- commissione G: radio e propagazione ionosferiche
- commissione H: onde nei plasmi
- commissione J: radioastronomia
- commissione K: elettromagnetismo in biologia e medicina

Alcune di queste commissioni sono impegnate in progetti di collaborazione con gli altri organismi internazionali.